# Jassem Hamdouni
Jassem Hamdouni, né le 17 décembre 1996, est un footballeur international tunisien évoluant au poste d'ailier droit à l'Avenir sportif de Rejiche.

## Biographie

### En club
Avec le Club athlétique bizertin, il joue 41 matchs en première division tunisienne, inscrivant trois buts.

### En équipe nationale
Il joue son premier match en équipe de Tunisie le 13 octobre 2018, contre le Niger. Ce match gagné 1-0 rentre dans le cadre des éliminatoires de la CAN 2019.

## Palmarès
- Coupe de Tunisie (1) :
  - Vainqueur : 2019